# New York Film Critics Circle Awards 1984
La 50ª edizione della cerimonia dei New York Film Critics Circle Awards, annunciata il 18 dicembre 1984, si è tenuta il 27 gennaio 1985 ed ha premiato i migliori film usciti nel corso del 1984.

## Vincitori e candidati

### Miglior film
- Passaggio in India (A Passage to India), regia di David Lean
- Urla del silenzio (The Killing Fields), regia di Roland Joffé

### Miglior regista
- David Lean - Passaggio in India (A Passage to India)
- Bertrand Tavernier - Una domenica in campagna (Un dimanche à la campagne)

### Miglior attore protagonista
- Steve Martin - Ho sposato un fantasma (All of Me)
- Albert Finney - Sotto il vulcano (Under the Volcano)

### Miglior attrice protagonista
- Peggy Ashcroft - Passaggio in India (A Passage to India)
- Vanessa Redgrave - I bostoniani (The Bostonians)

### Miglior attore non protagonista
- Ralph Richardson - Greystoke - La leggenda di Tarzan, il signore delle scimmie (Greystoke: The Legend of Tarzan, Lord of the Apes)
- John Malkovich - Places in the Heart

### Miglior attrice non protagonista
- Christine Lahti - Swing Shift - Tempo di swing (Swing Shift)
- Melanie Griffith - Omicidio a luci rosse (Body Double)

### Miglior sceneggiatura
- Robert Benton - Le stagioni del cuore (Places in the Heart)

### Miglior film in lingua straniera
- Una domenica in campagna (Un dimanche à la campagne), regia di Bertrand Tavernier. • Francia

### Miglior documentario
- The Times of Harvey Milk, regia di Rob Epstein

### Miglior fotografia
- Chris Menges - Urla del silenzio (The Killing Fields)